# Blanc anti-flash

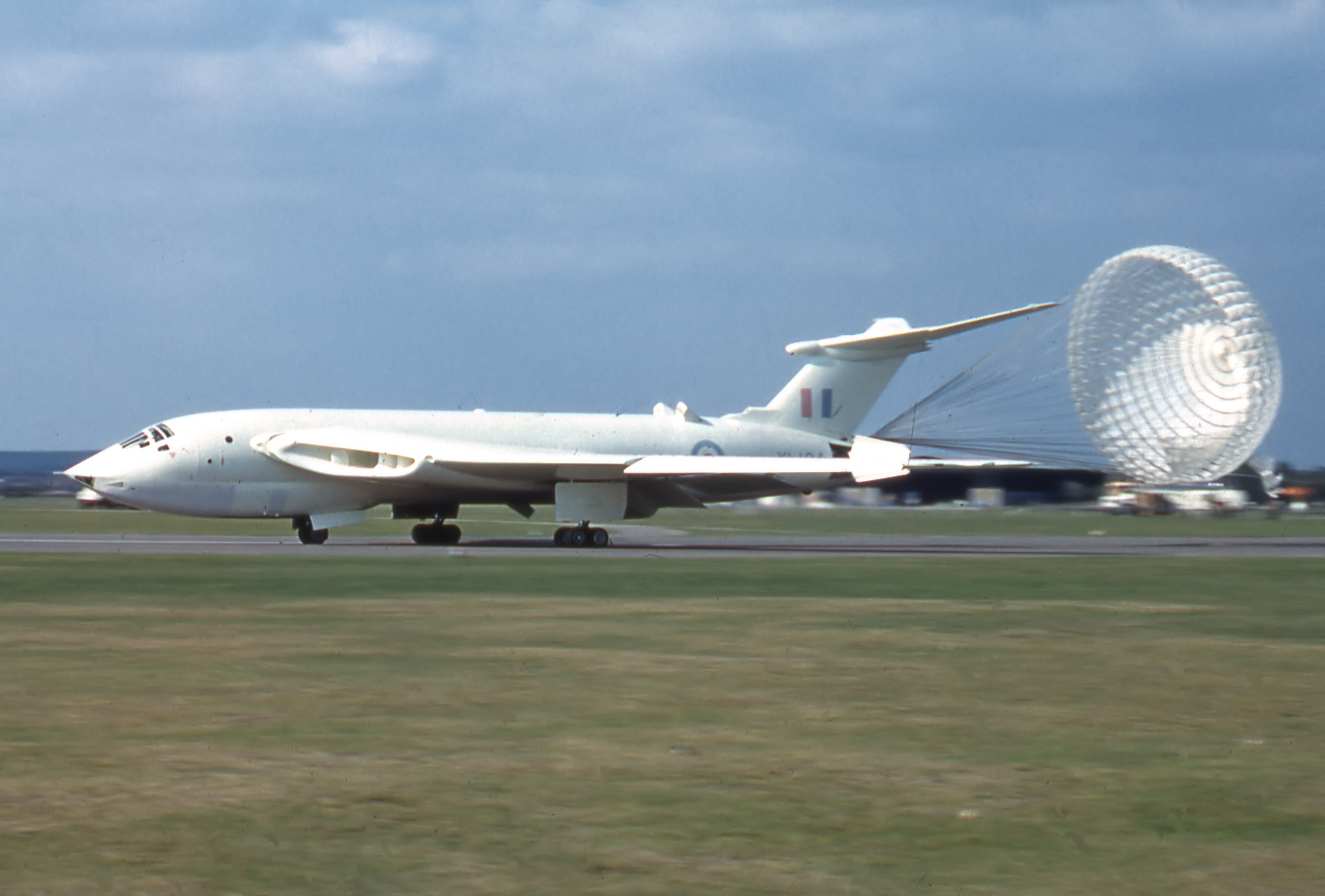
Un bombardier Victor de la RAF, aux alentours de 1961, avec une peinture blanche anti-flash et des cocardes pâles.

Le blanc anti-flash est une couleur blanche brillante souvent vue sur les bombardiers nucléaires américains, britanniques et soviétiques. Le but de cette couleur était de réfléchir une partie du rayonnement thermique d'une explosion nucléaire, protégeant l'aéronef et ses occupants.

## Royaume-Uni

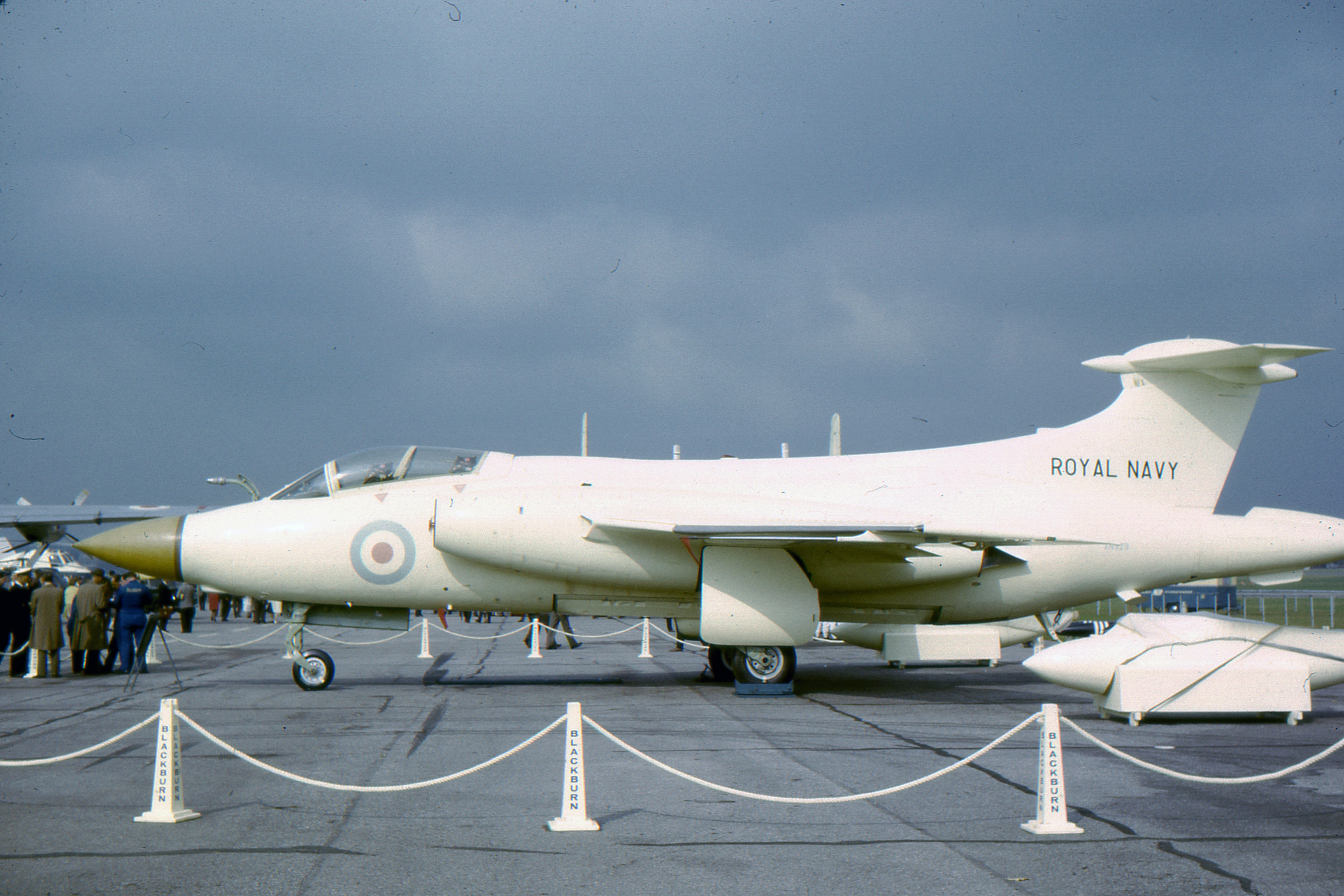
Un Blackburn Buccaneer au salon aéronautique de Farnborough de 1962 peint en blanc anti-flash avec cocardes pâles.

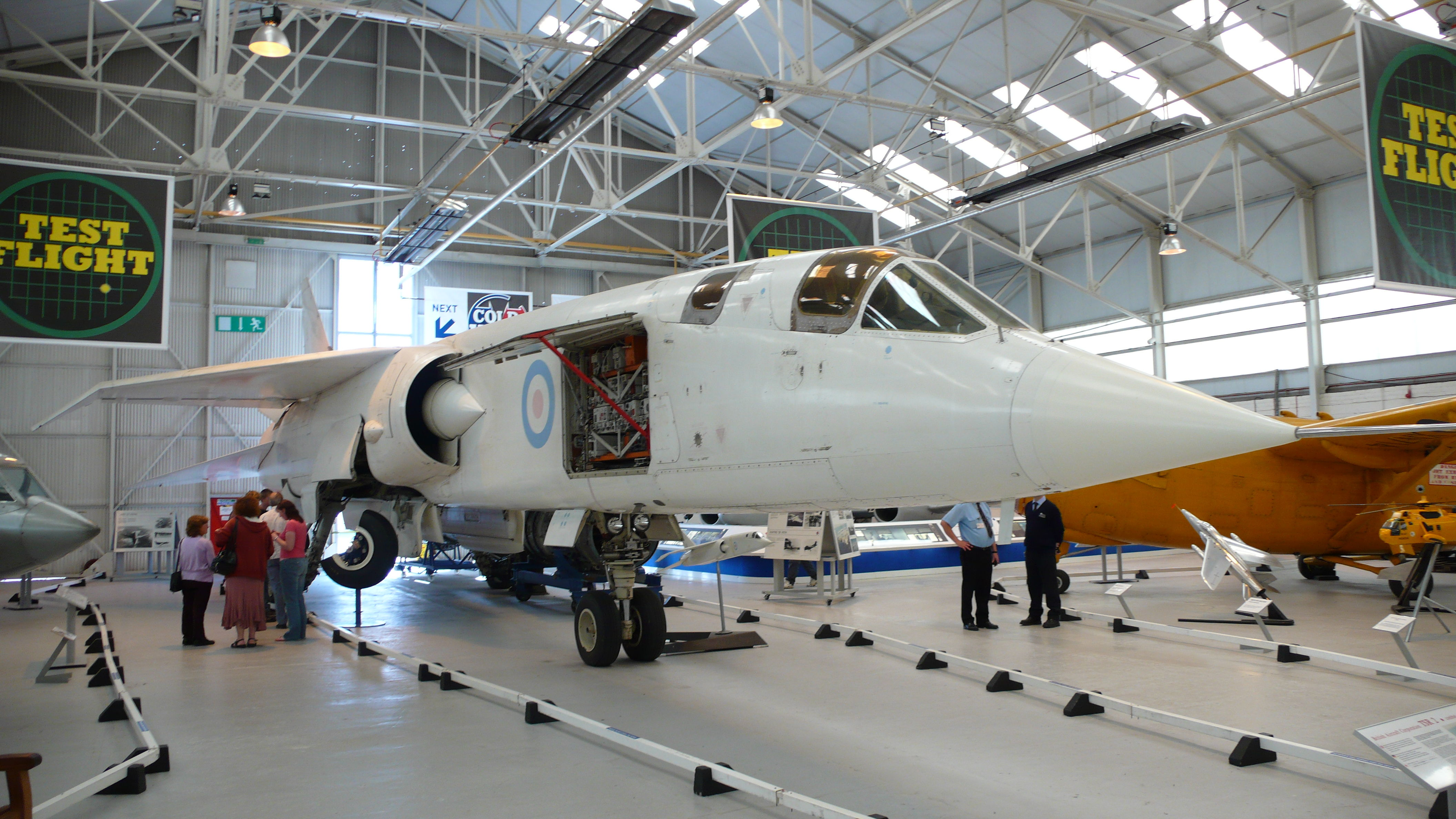
Un BAC TSR-2 avec une livrée blanc anti-flash.

La couleur blanche anti-flash fut mise en œuvre sur les bombardiers V de la Royal Air Force et sur les Blackburn Buccaneer de la Royal Navy lorsqu’ils étaient utilisés dans la frappe nucléaire. Les bombardiers nucléaires britanniques reçurent, mais pas au début seulement lorsque le problème fut pris en compte, des cocardes (en) de couleur bleu et rose pâle plutôt que le traditionnel rouge sombre, blanc, et bleu.
La peinture blanche anti-flash fut appliquée sur plusieurs prototypes d’avions britanniques, y compris sur le British Aircraft Corporation TSR-2. La peinture utilisée sur l'Avro Vulcan avait été fabriquée par Cellon, et celle appliquée sur le Handley Page Victor par Titanine Ltd. (en).

## États-Unis

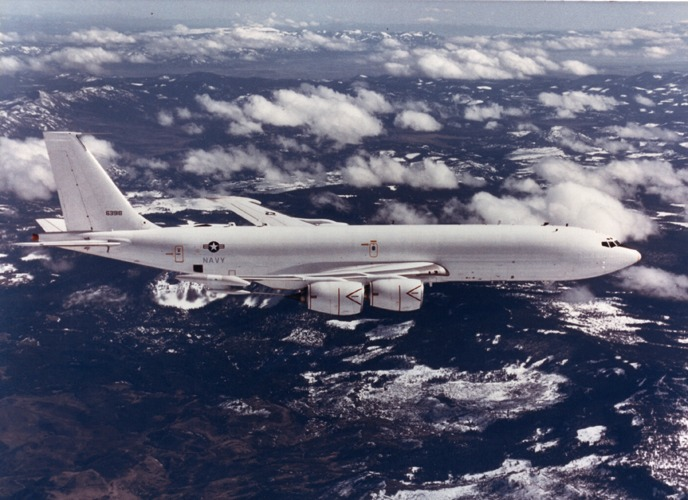
Un Boeing E-6 Mercury de la mission TACAMO (poste de commandement aéroporté dans le cadre d’une riposte nucléaire), peint avec une livrée blanche anti-flash.

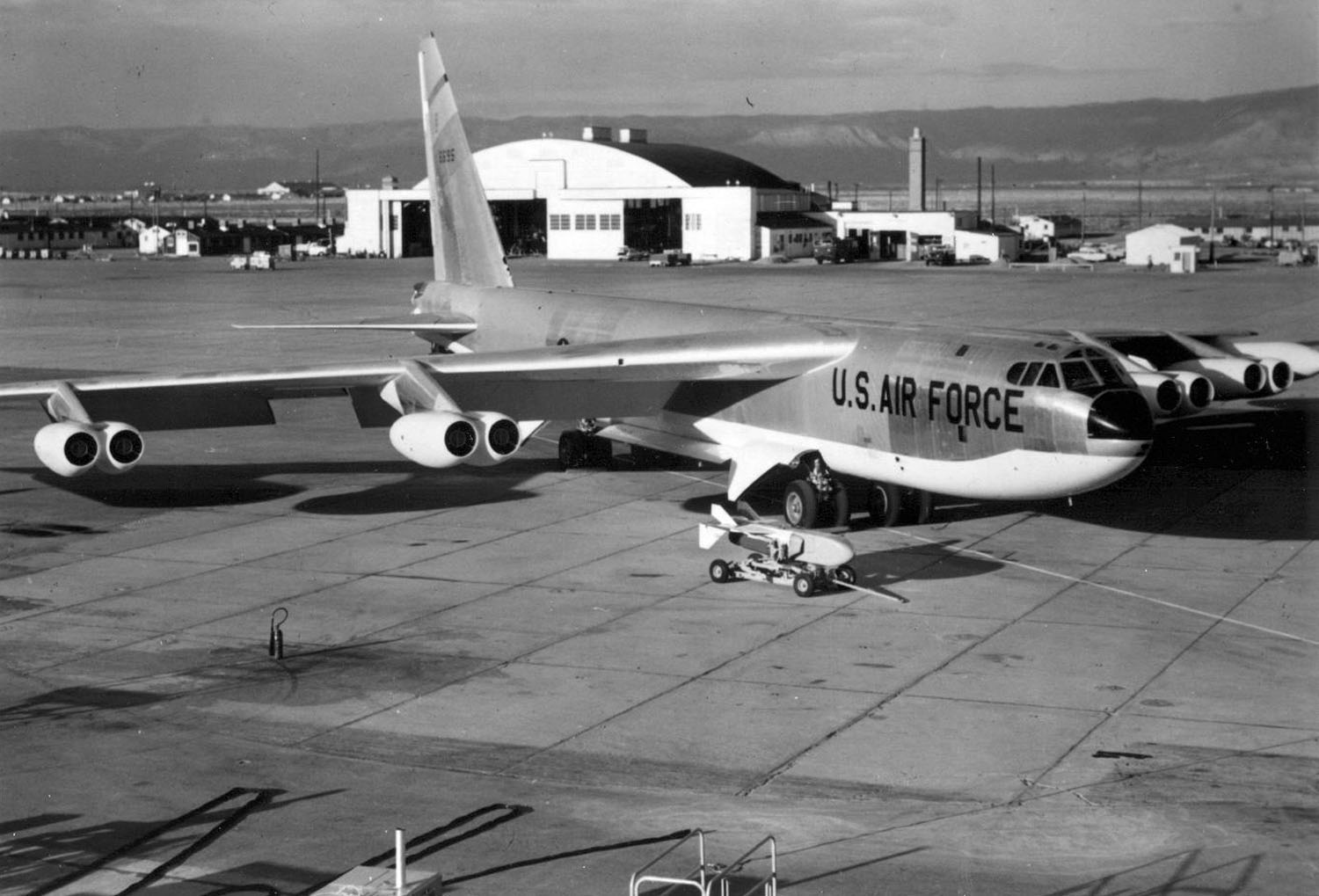
Un B-52D peint avec une peinture blanche anti-flash sur le ventre.

Beaucoup de bombardiers nucléaires du Strategic Air Command étaient peints en blanc anti-flash sans insignes sur la face inférieure du fuselage et en gris clair-argent ou métal naturel (plus tard un camouflage léger) sur les surfaces supérieures.
Les A-5 Vigilante de la marine américaine disposaient d’une livrée blanche anti-flash sans insignes sur la face inférieure du fuselage.
Les Boeing E-6 dans le rôle TACAMO sont peints avec de la peinture blanche anti-flash mais leurs cocardes ne sont pas affadies.

## Union soviétique/Russie

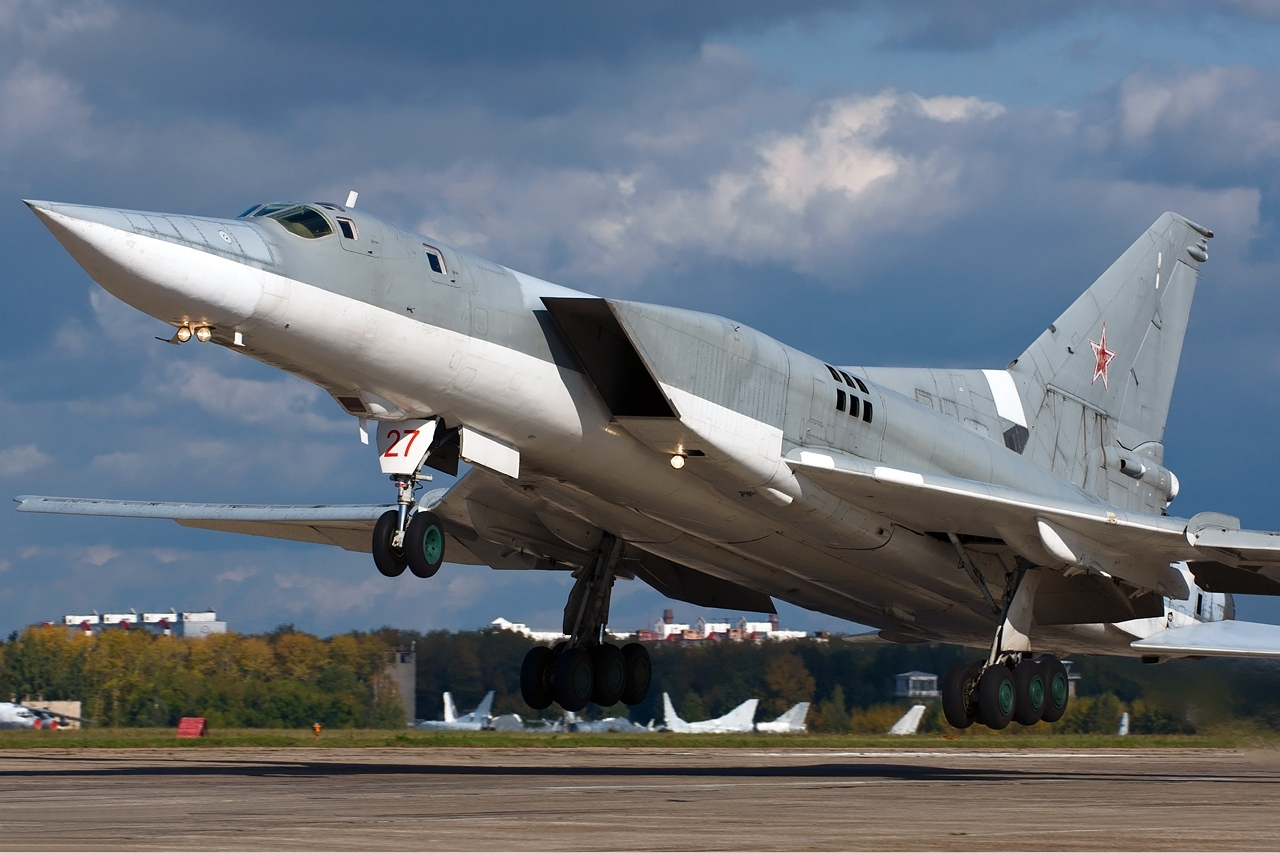
Un Tupolev Tu-22M avec une peinture blanche anti-flash sur la face inférieure.

Comme pour ceux des États-Unis, certains bombardiers nucléaires soviétiques avaient le dessous du fuselage peint blanc anti-flash avec les surfaces supérieures peintes couleur argent-gris clair. Le Tupolev Tu-160 de l'aviation à long rayon d'action entré en service dans les années 1980, fut le premier à être peint intégralement en blanc anti-flash.

## Chine
Certaines variantes du Xian H-6 avaient la face inférieure du fuselage peint couleur blanc anti-flash.

## Aéronefs
En plus de ces avions militaires, le Concorde fut peint en blanc pour protéger sa peau en aluminium du chauffage aérodynamique.
Appareils avec au moins une partie du fuselage peinte en blanc anti-flash sur les variantes vecteurs d'armes nucléaires :
 Royaume-Uni
- Bombardiers V
  - Avro Vulcan
  - Handley Page Victor
  - Vickers Valiant
- Blackburn Buccaneer
- BAC TSR-2, prototype
- Saunders-Roe SR.53, prototype d'intercepteur

 États-Unis
- Convair B-36
- Boeing B-47 Stratojet
- Boeing B-52 Stratofortress
- North American A-5 Vigilante
- North American XB-70 Valkyrie, prototype

 Union soviétique/ Russie
- Miassichtchev M-4
- Tupolev Tu-16
- Tupolev Tu-95
- Tupolev Tu-22M
- Tupolev Tu-160

 Chine
- Xian H-6

 Canada
- Avro CF-105 Arrow, prototypes